# Susuacanga stigmatica
Susuacanga stigmatica är en skalbaggsart som först beskrevs av Louis Alexandre Auguste Chevrolat 1835.  Susuacanga stigmatica ingår i släktet Susuacanga och familjen långhorningar. Inga underarter finns listade i Catalogue of Life.